# 拉帕洛条约 (1920年)
拉帕洛條約是一條由意大利王國與塞爾維亞人、克羅地亞人和斯洛文尼亞人王國 (在1929年正名為南斯拉夫王國)之間簽訂的條約，內容主要為解決有關在上亞得里亞、達爾馬提亞以及後的威尼斯朱利亚地區的一些邊界爭論。

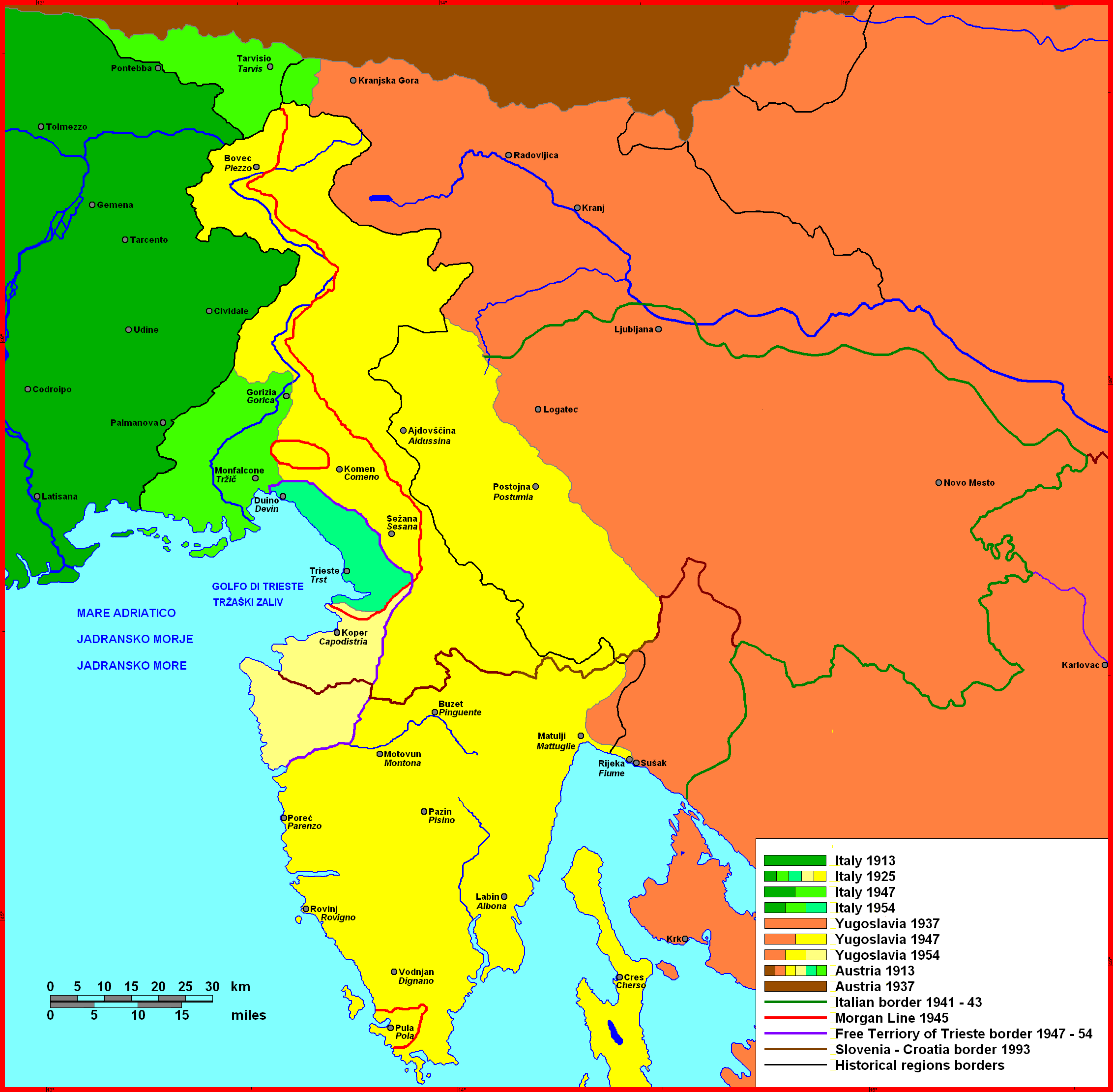
在威尼斯朱利亚產生邊界變化的地圖：意大利依拉帕洛條約接收了大部份的奧地利濱海區、部份的內卡尼奧拉及克恩頓的邊區

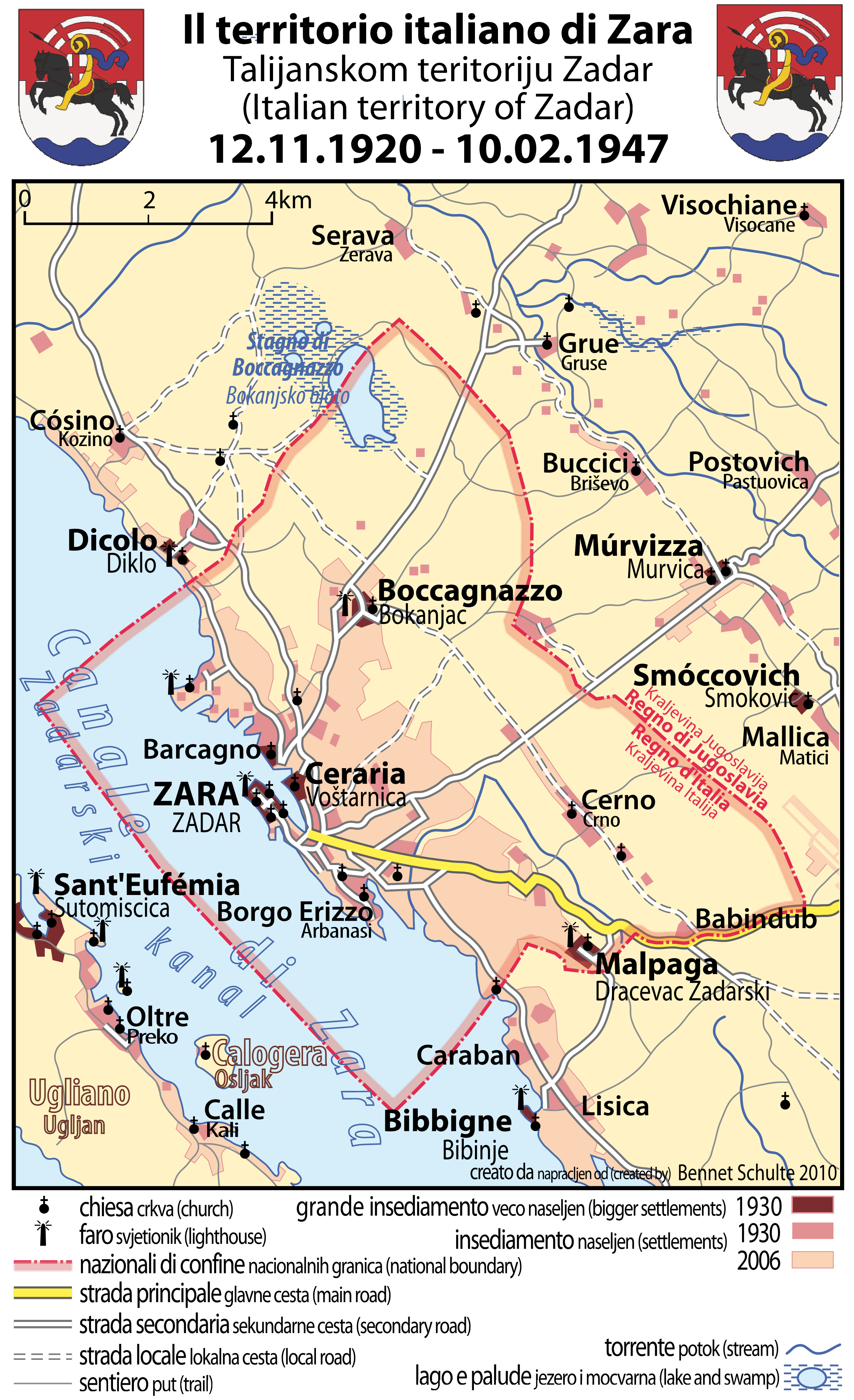
扎達爾在1920-1947的意大利邊界地圖

該條約簽訂於1920年11月12日 ，地點為鄰近意大利热那亚的拉帕洛。當奧匈帝國解體後意大利宣稱了自己在1915年倫敦條約中獲分配的領土後，意南二國之間便在一次世界大戰結束出現繃緊關係。根據這一份在1915年4月26日由意大利王國及協約國於倫敦簽訂的秘密條約，在一次大戰中以勝利結束的前提下，意大利就會獲得若干領土所得，包括達爾馬提亞北部及著名的扎達爾、希貝尼克及大部份的達爾馬提亞群島(除了克爾克和拉布)。

## 背景
這一批領地帶著種族混居的人口，該地區的有超過一半人口是由斯洛文尼亞人及克羅地亞人所構成。因此，該條約在美國總統伍德羅·威爾遜的壓力底下藉凡爾賽條約宣告作廢，造成了意大利對北達爾馬提亞的申索無效。拉帕洛條約的目標便是隨着1915年倫敦條約失效所產生之空白中尋求妥協。

## 內容
在連串商討的結論，以下的領土劃歸予意大利:
- 前卡尼奥拉公国的西部: 多於一半的内卡尼奥拉地區，伴隨着的城鎮如伊德里亞、 维帕瓦、阿伊多夫什契納、波斯托伊納、皮夫卡和伊利爾斯卡比斯特里察, 及上卡尼奧拉的貝拉佩奇（Bela Peč，德语为Weißenfels）自治市（以後被意大利化為"Fusine in Valromana", 属于塔爾維西奧）;
- 前奧地利濱海區全境，除了卡斯塔夫直轄市及克爾克島，後兩者因塞爾維亞人、克羅地亞人和斯洛文尼亞人王國而中止管治；
- 前達爾馬提亞的首府扎達爾(在意大利音譯為札拉)及拉斯托沃和帕拉格魯扎兩個小島。

根據條約,里耶卡本市(在意大利稱為阜姆)將成為獨立的阜姆自由邦,從而結束了加布里埃爾·鄧南遮軍隊始於向阜姆進军的軍事佔領，當時一度改稱為意大利卡尔纳罗摄政领（Reggenza italiana del Carnaro）。當這一部份條款在1924年被撤消後，意大利及南斯拉夫簽訂了羅馬條約（Treaty of Rome (1924)），它分別瓜分了阜姆及毗鄰的苏沙克（Sušak，意大利语为Sussak）港予意大利和南斯拉夫。
該條約將為數甚多的斯洛文尼亞人和克羅地亞人留予意大利。根據作家保罗‧N·赫恩（Paul N. Hehn）所書："條約遺下了50萬的斯拉夫人在意大利境內，而只有為數幾百的意大利人在那些尚未成熟的南斯拉夫式州份裡"。 根據奧地利的普查，大約25,000名德意志族裔及3,000名匈牙利人亦居於那些條約中意大利吞附的地區。

## 參看
1. ↑  .   [2012-02-19]. （原始内容存档于2013-10-09）.
2. ↑  .   [2012-02-19]. （原始内容存档于2016-04-28）.
3. ↑  .   [2012-02-19]. （原始内容存档于2013-06-02）.

## 外部連結
- Treaty between the Kingdom of Italy and the Kingdom of the Serbs, Croats and Slovenes signed at Rapallo, November 12, 1920 （页面存档备份，存于）
- Map of Europe and Treaty of Rapallo at omniatlas.com